# 人民力量 (多米尼加)
人民力量（西班牙語：Fuerza del Pueblo，缩写为FP）是多米尼加的一个中间偏左政党。该党成立于2019年12月17日，前身是多米尼加劳动党。该党的意识形态是杜阿尔特主义、进步主义。该党的主席是Leonel Fernández，秘书长是Antonio Florián。该党是圣保罗论坛的成员。